# 조선민주주의인민공화국 국가설계총국
조선민주주의인민공화국 국가설계총국(朝鮮民主主義人民共和國 國家設計總局)은 조선민주주의인민공화국의 건설에 관한 업무를 담당하는 정부 기관이다. 

## 연혁
- 2012년 2월 1일: 조선민주주의인민공화국 국가건설감독성 산하 기구로 출범
- 2016년 국가설계지도국에서 국가설계총국으로 승격

## 역대 상, 부상

### 역대 총국장
- 강권일: ?~현재

### 역대 부총국장
- 미상

## 같이 보기
- 조선민주주의인민공화국 국가건설감독성
- 조선민주주의인민공화국 국가건설위원회
- 려명거리[1]